# Port Blair
Port Blair je najveći grad na Andamanima i glavni grad Andamanskih i Nikobarskih otoka (Indijski teritorij). Leži na istočnoj obali južnih Andamanskih otoka i raspolaže velikom lukom. 
Mjesto je nazvano po Archibaldu Blairu koji je radio za British East India Company koja je 1789. osnovala prvu kaznjeničku koloniju. Današnji Port Blair su osnovali Englezi godine 1858.
Između 1943. i 1944. Port Blair je bio glavni stožer Indijske narodne armije (Indian National Army).